# Argophyllum nitidum
Argophyllum nitidum är en tvåhjärtbladig växtart som beskrevs av J.R. Forster och G. Forster. Argophyllum nitidum ingår i släktet Argophyllum och familjen Argophyllaceae. Inga underarter finns listade i Catalogue of Life.